# Kranenburg (Renania Settentrionale-Vestfalia)
Kranenburg è un comune di 11 087 abitanti della Renania Settentrionale-Vestfalia, in Germania.
Appartiene al circondario di Kleve (targa KLE).